# Heribert (Film)
Heribert ist eine österreichische Filmkomödie der ORF-Fernsehfilmreihe Stadtkomödie aus dem Jahr 2023 von Regisseur Andreas Schmied mit Benedikt Kalcher, Caro Cult, Safira Robens und Rafael Gareisen nach einem Drehbuch von Elisabeth Schmied und Andreas Schmied.

## Handlung
Luna Oberbörsch ist eine deutsche ehemalige Topmodel-Kandidatin, der in einer Wohngemeinschaft von Influencern in Linz ein Platz versprochen wurde. Nachdem Luna zu wenige Klicks und zu wenige Follower hat, wird sie allerdings von der Leiterin von Ernst Branded Entertainment in der WG nicht aufgenommen.
Heribert Zocher ist ein Programmierer, der bei einem Pitching-Contest im Ars Electronica Center (AEC) eine Idee für eine App präsentieren möchte, die ihn und sein Team bestehend aus Michael „Grilli“ Grillinger und Han Li aus dem Helpdesk-Job befreien sollen. Am AEC lernt Heribert die Programmiererin Franzi kennen, die am Future Lab an der Erkennung von Deep Fakes und Fake News mittels Künstliche Intelligenz arbeitet. Die Präsentation ist allerdings nicht erfolgreich und führt zu einem Shitstorm. In der Folge entdeckt Luna Heribert in einem viralen Video, später lernt sie ihn persönlich kennen, und beginnt damit, Heribert und sein Team zu coachen. Luna wird im Gasthaus von Heriberts Mutter Renate, die ein Fan von Luna ist, einquartiert.
Rutger Stix, der CEO von 3D-Tastic, ist ein Star in der Szene, er möchte verhindern, dass Heribert seine App veröffentlicht und ein erfolgreiches Start-Up aufbaut. Rutger hatte Heribert vor einigen Jahren schon einmal eine Idee gestohlen. Auf einer weiteren Startup-Veranstaltung präsentiert Heribert eine erste funktionsfähige Version von safe.face, einer Anwendung, die eine Person per Videosynthese vertreten kann. Deren Anwendung wird von Startup-Berater Günther Schoitl nach Intervention von Rutger zunächst nicht ausgewählt. Die Stadträtin kritisiert Schoitl nach einem Instagram-Posting von Luna, wonach jedes Jahr die gleichen Startups zum Zug kommen.
Heribert veröffentlicht eine Beta-Version von safe.face, der Start wird mit einer von Luna organisierten Party gefeiert. Dort schleicht sie sich weg, um Rutger Stix und seine App zu bewerben, nachdem sie doch noch einen Vertrag mit Ernst Branded Entertainment unterzeichnet hat. Nachdem Heribert Franzi bei ihrem Projekt unterstützt, erhält sie eine Zusage ihrer Chefin Barbara Fellinger, das Projekt beim Festival präsentieren zu dürfen. Zwischen Heribert und Franzi kommt es zu einem Streit, nachdem sie entdeckt, dass sie ein Punkt auf seiner Todo-Liste ist.
Laut Heriberts Chefin Poschner gehört seine App rechtlich ihrer Firma Öptimax, weil sie von Heribert als Öptimax-Mitarbeiter auf dem Pitchfest präsentiert wurde. Sie lagert die Entwicklung und Vermarktung an 3D-Tastic aus. Heriberts Mutter ermuntert ihn, trotzdem nicht aufzugeben. Er schafft es zu beweisen, dass die App rechtlicht nie Öptimax gehört hat. Der Beweis findet sich bei 3D-Tastic, Luna bringt Rutger dazu, einen Trojaner zu installieren. Nachdem Franzi erfolgreich ihre Anwendung präsentiert, küssen sich Franzi und Heribert.

## Veröffentlichung
Premiere war am 23. August 2023 im Rahmen des Filmfestivals Kitzbühel.
In der ARD Mediathek wurde der Film am 10. Jänner 2024 veröffentlicht, im Ersten wurde er am 17. Jänner 2024 erstmals ausgestrahlt. Auf ORF ON wurde der Film am 25. Mai 2025 veröffentlicht, ORF-Premiere war am 26. Mai 2025.

## Produktion und Hintergrund
Die Dreharbeiten zum Film fanden im April und Mai 2022 in Linz, Wien und Umgebung statt. Linzer Drehorte waren unter anderem das Ars Electronica Center, das Salonschiff Fräulein Florentine, die Tabakfabrik und der Mural Harbour.
Produziert wurde der Film von der österreichischen Aichholzer Filmproduktion von Produzent Josef Aichholzer, unterstützt wurde die Produktion vom Land Oberösterreich und der Stadt Linz. Beteiligt waren der Österreichische Rundfunk und der Südwestrundfunk.
Die Kamera führte Matthias Meissl, die Montage verantwortete Gerd Berner, das Szenenbild gestaltete Veronika Tupy und das Kostümbild Monika Buttinger. Die Kostüme stammten vom Kostümverleih Lambert Hofer.

## Rezeption
Volker Bergmeister vergab auf tittelbach.tv drei von sechs Sterne. Die Komödie sei arg brav und recht bieder geraten und fehle der Biss, das Kantige, der Mut, wirklich jung für ein junges Publikum zu erzählen.
Oliver Armknecht bewertete den Film mit vier von zehn Punkten. Auch er kritisierte den fehlenden Biss. Das Thema sei dankbar, das Ensemble sympathisch, die Optik auffällig. Allerdings sei der Humor langweilig, es fehlten Ideen, die über das Nennen willkürlicher englischer Begriffe hinausgehen.
Julia Schafferhofer urteilte in der Kleinen Zeitung, dass die Story blass bleibe, das angeblich Nerdige werde allzu dick aufgetragen, die Aufmachung sei überdreht und der Internet-Sprech werde überstrapaziert.
Tilmann P. Gangloff befand auf evangelisch.de, dass dem Fachjargon kaum zu folgen sei. Dass die Produktion dennoch Spaß mache, habe viel mit Caro Cult zu tun, die die Komödie mit einer ansteckenden Energie versehe, die jeden Schrittmacher überflüssig mache.